# ورژ ایسرائلیان
ورژ ساقاتلی ایسرائلیان (ارمنی: Վրեժ Սաղաթելի Իսրայելյան؛  زادهٔ ۲ آوریل ۱۹۴۹ - درگذشته ۱۴ ژوئن ۲۰۱۳) نثرنویس، نمایش‌نامه‌نویس اهل ارمنستان بود.

## زندگی‌نامه
وی در ۲ آوریل ۱۹۴۹ در ایروان به دنیا آمد و از دانشگاه دولتی ایروان فارغ‌التحصیل گشت. وی عضو اتحادیه نویسندگان ارمنستان بود. همچنین برندهٔ جوایزی همچون مدال گارگین نژده و جایزه درنیک دمیریچیان (۲۰۱۰) شده است. وی در ۱۴ ژوئن ۲۰۱۳ در سن ۶۴ سالگی در ایروان خودکشی کرد.

## یادداشت
1. ↑  ՀԳՄ Դերենիկ Դեմիրճյանի անվան մրցանակի դափնեկիր (۲۰۱۰, «Տոնապետ» գրքի համար)